# Роксбург, Энди
Э́ндрю Ро́ксбург (англ. Andrew Roxburgh; 5 августа 1943, Глазго, Шотландия), более известный как Э́нди Ро́ксбург (англ. Andy Roxburgh) — шотландский футболист, тренер, спортивный функционер. Выступал на позиции нападающего.

## Биография
Вся профессиональная карьера футболиста Энди прошла в клубах Футбольной лиги Шотландии, таких как «Куинз Парк», «Ист Стерлингшир Клайдбанк», «Партик Тисл», «Фалкирк» и «Клайдбанк». После того, как Роксбург «повесил бутсы на гвоздь», Шотландская футбольная ассоциация назначила молодого специалиста руководить молодёжной и юношескими сборными страны. На данном поприще Энди преуспел — «горцы» регулярно участвовали в финальных стадиях чемпионатов мира и Европы, а в 1982 году победили на европейском первенстве для юношей до 18 лет.
В 1986 году Роксбург был назначен главным тренером уже первой национальной команды. Ведомые Энди шотландцы дважды выходили в финальные турниры крупных международных форумов — чемпионата мира 1990 года и европейского первенства 1992 года. Однако и там, и там «тартановая армия» покидала соревнования на самой ранней стадии, занимая в своих группах третье место. В 1993 году Роксбург покинул свой пост после того, как сборная Шотландия не сумела квалифицироваться на чемпионат мира 1994 года, который проводился в США.
В 1994 году Энди принял предложение УЕФА по занятию должности технического директора организации. На этой позиции шотландец проработал до 2012 года. 9 ноября того же года Роксбург перебрался за океан, став спортивным директором клуба MLS «Нью-Йорк Ред Буллз». В конце 2014 года Энди покинул этот пост.
28 марта 2015 года Роксбург стал техническим директором Азиатской конфедерации футбола.
Офицер Ордена Британской империи.